# GORAB
GORAB‏ (Golgin, RAB6 interacting) هوَ بروتين يُشَفر بواسطة جين GORAB في الإنسان.